# Hookeriopsis steyermarkii
Hookeriopsis steyermarkii är en bladmossart som beskrevs av Edwin Bunting Bartram 1951. Hookeriopsis steyermarkii ingår i släktet Hookeriopsis och familjen Hookeriaceae. Inga underarter finns listade i Catalogue of Life.